# Rainbow Arts
Rainbow Arts Software GmbH foi uma editora alemã de videogames sediada em Gütersloh. A empresa foi fundada em 1984 por Marc Ullrich e Thomas Meiertoberens e adquirida pela Rushware em 1986. O declínio da empresa começou no início da década de 1990: a distribuidora não conseguiu cobrir os custos de venda dos títulos em todo o mundo, enquanto os custos de desenvolvimento aumentavam constantemente. O nome Rainbow Arts perdeu notoriedade desde então. As empresas-mãe Rushware e Softgold foram por sua vez compradas pelo fabricante americano de jogos THQ em 1999. Em 1999, a Funsoft Holding, que adquiriu a Rushware e a empresa irmã Softgold em 1992, vendeu a Rushware para a THQ, que foi incorporada à THQ Deutschland, o braço operacional alemão da THQ. A Rainbow Arts também liderou um dos primeiros processos em 1993 sobre a questão se existe concorrência entre uma empresa de software e um sistema de quadro de avisos de nome semelhante ("Rainbow BBS") operado por um estudante, para que reivindicações sob a lei de marcas registradas sejam executáveis. Isto foi confirmado pelo Tribunal Distrital de Munique.
Em janeiro de 2022, a Ziggurat Interactive adquiriu mais de 80 títulos da Rainbow Arts.

## Videogames
- 3001 O'Connor's Fight
- Apprentice
- The Baby of Can Guru
- Bad Cat
- Black Gold
- Der Blaue Kristall
- Blockout (Amiga, Atari ST, MS-DOS)
- Bozuma
- Circus Attractions
- Claim to Power
- Conqueror
- The Curse of RA
- Day of the Pharaoh
- Danger Freak
- Denaris
- Down at the Trolls
- Earthworm Jim (MS-DOS)
- Earthworm Jim 2 (MS-DOS)
- East vs. West: Berlin 1948
- Future Tank
- Flies: Attack on Earth
- Garrison
- Garrison II: The Legend Continues
- Graffiti Man
- Grand Monster Slam
- The Great Giana Sisters
- Hard'n'Heavy
- Hurra Deutschland
- Imperium Romanum
- In 80 Days Around the World
- Jinks
- Katakis
- Khalaan
- Legend of Faerghail
- Logical
- Lollypop
- Mr. Pingo
- Money Molch
- M.U.D.S. – Mean Ugly Dirty Sport
- Mad TV
- Madness
- Masterblazer
- Mystery of the Mummy
- Nibbler (Amstrad CPC)
- Oxxonian
- Galactic Attack (Windows)
- Realm of the Trolls
- Rock'n Roll
- R-Type (Commodore 64)
- Rendering Ranger: R2
- Sarcophaser
- Shufflepuck Café (Amiga, MS-DOS)
- Sky Fighter
- Soldier
- Spaceball
- Spherical
- St. Thomas
- Starball
- StarTrash
- Street Cat
- Sunny Shine on the Funny Side of Life
- Thunder Boy
- To Be on Top
- Turrican
- Turrican II: The Final Fight
- Turrican 3: Payment Day
- Time
- Vision: The 5 Dimension Utopia
- Volleyball Simulator
- Warriors
- X-Out
- Z-Out